# 컬럼비아 빙원

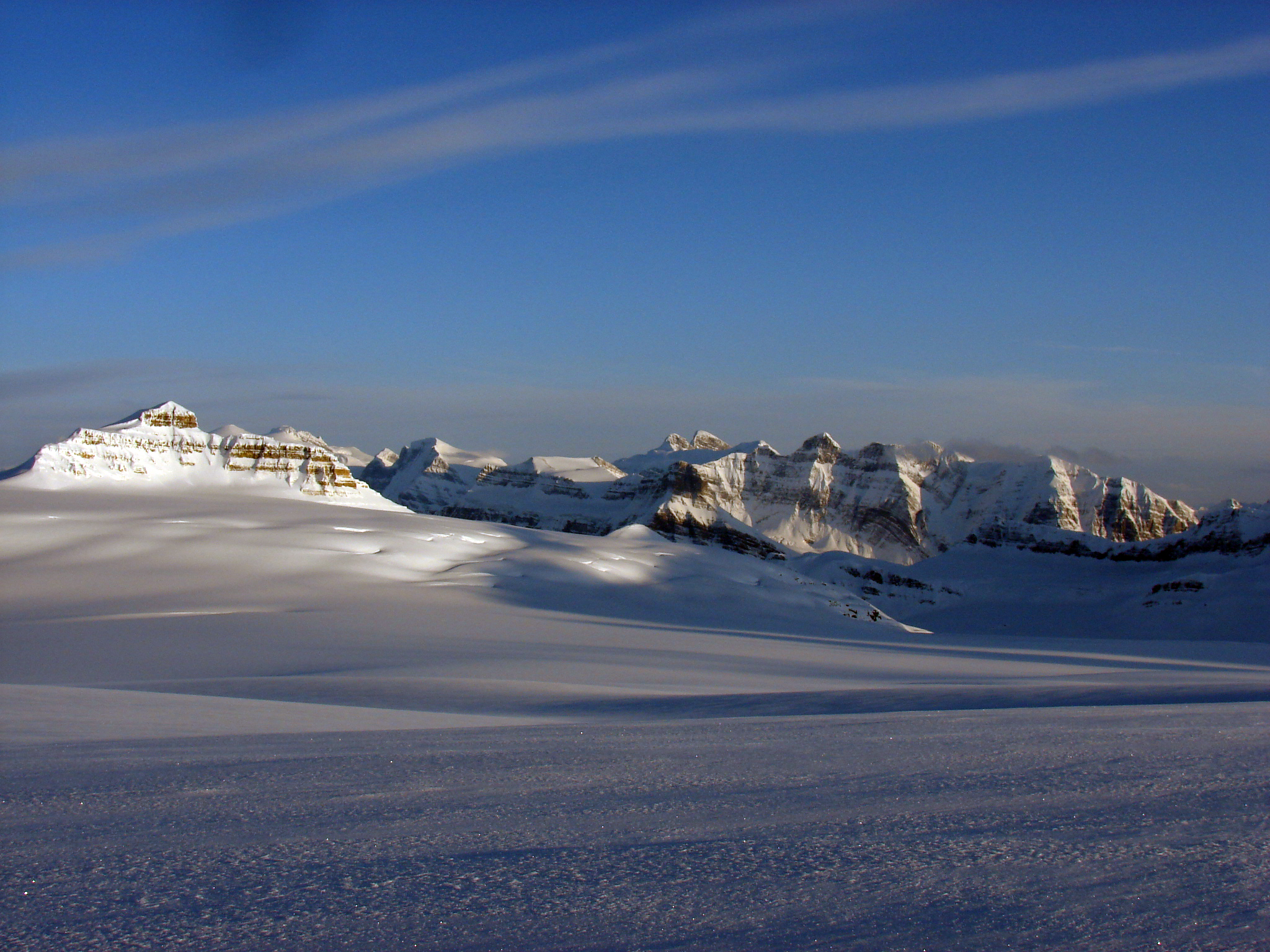

컬럼비아 빙원(영어: Columbia Icefield)은 캐나다 로키산맥에 있는 거대한 빙원이다.